# Petra Petersen
Petra Maria Petersen, född Andersen 2 mars 1901 i Nørre Højrup på Fyn, död 25 februari 1989 i Himmelev, Roskilde, var en dansk kommunistisk politiker och motståndskvinna.

## Tidiga år
Petra Petersen var dotter till läraren Niels Andersen och dennes hustru Rasmine Andersen och var ett av tio syskon. Hon växte upp i Nørre Højrup utanför Odense. Efter avslutad skolgång arbetade hon i sju år som kontorist innan hon gifte sig med lagerexpediten Alex Petersen och födde dottern Dorrit 1926. Under andra världskriget blev ett av hennes syskon, Axel Andersen, avrättad av tyskarna på grund av att han var kommunist, uppehöll sig illegalt i Esbjerg och för att han publicerade den olagliga tidningen ”Vestjyden”. Även Petersen sympatiserade med kommunismen och år 1935 gick hon med i Danmarks Kommunistiske Parti (DKP). Hon blev snabbt engagerad i det partipolitiska arbetet, först som kassör för lokalavdelningen i Odense och därefter i partiets stödarbete för den spanska folkfrontsregeringen och i kampen mot rebellstyrkorna under spanska inbördeskriget samt som ledamot i DKP:s regionala styrelse på Fyn. Hon arresterades av den danska polisen 1941 då all kommunistisk verksamhet förbjudits efter att Tyskland angripit Sovjetunionen 22 juni. Danmark var vid denna tidpunkt sedan 9 april 1940 ockuperat av Nazityskland. Hon tillbringade 23 dagar i fängelse och släpptes därefter med en uppmaning om att hålla sig borta från all politisk aktivitet.

## Motståndsrörelsen
Petersen valde trots denna uppmaning att ansluta sig till den danska motståndsrörelsen. Här var hon en drivande kraft i arbetet med att organisera de danska kommunisternas motstånd gentemot ockupationsmakten i Odense med omnejd, vilket hon gjorde ända till krigsslutet. I samband med detta tilldelades hon kodnamnet ”Lars” och blev en av de mest framträdande kvinnorna inom den danska motståndsrörelsen. När Danmarks Frihedsråd upprättades 1943 för att samla alla landets motståndsgrupper blev hon först utsedd till lokal kontaktperson och blev därefter medlem av Frihedsrådets lokalkommitté för Odense. Vid samma tidpunkt blev hon distriktsordförande för DKP. Hon var även medarbetare på den illegala kommunistiska tidningen Land og Folk samt initiativtagare till och redaktör för den kommunistiska månadstidningen Trods Alt, även den illegal, som utkom från och med juli 1942 till krigsslutet år 1945. Hennes make och barn bidrog med dupliceringen av den senare. Utöver detta gav hon även stöd till kvinnor, vars män hade blivit tillfångatagna av tyskarna eller tvingades leva under jord. I mars 1944 gick hon själv under jorden efter att Gestapo visade intresse för hennes familj, men hon fortsatte trots det sitt arbete i motståndsrörelsen.

## Åren som politiker
Efter krigsslutet var Petersen ordförande för DKP:s avdelning i Odense till 1952, samt  partiets spetskandidat till Folketinget för Odense Amt. Vid folketingsvalet 1945 gjorde DKP ett rekordval och erövrade 18 mandat. Det resulterade i att Petersen blev en av de fyra kvinnor från partiet som tog plats i Folketinget. Det var första gången DKP fick kvinnliga kandidater invalda. I samband med detta blev hon ledamot i partiets centralkommitté och hon kom att behålla sitt mandat i Folketinget till 1960, då partiet inte fick tillräckligt med röster för att kunna representeras. Under sina år i Folketinget engagerade hon sig flera kvinnopolitiska sakfrågor, inte minst kring abort, mödravård och bättre ekonomiska villkor för mödrar. Hon var även en stor förespråkare av att det upprättades offentligt finansierade förlossningsavdelningar. Vid behandlingen av 1948 års lagförslag om s.k. mödrahjälpsinstitutioner, som bl.a. arbetade med ensamstående eller ogifta mödrar och adoption, närvarade endast kvinnliga representanter från Folketingets partier, vilket fick Petersen (DKP:s ordförande i frågan) att uttala:
| ” | Idag har vi ett viktigt förslag som skall behandlas och så ser vi att Rigsdagens manliga medlemmar utnyttjar tillfället till att försvinna från salen. | „ |

Utöver sina uppdrag i Folketinget var Petersen även ledamot av Odenses stadsfullmäktige 1954–1958. Hon gjorde även ett flertal resor till bl.a. Sovjetunionen och Kina för partiets räkning. Under efterkrigstiden var hon bl.a. styrelseledamot i Frihedsfonden, som erbjöd hjälp till anhöriga till stupade motståndskämpar, och arbetade för föreningen Besættelsestidens erhvervshæmmede. Hon var även engagerad inom fredsrörelsen och var en gång inviterad till Sovjetunionen för att delta i Kvindernes Demokratiske Verdensforbund.